# Olympische Jugend-Winterspiele 2024/Teilnehmer (Puerto Rico)
| Gelbes Symbol für Goldmedaillen mit stilisierten Olympischen Ringen | Graues Symbol für Silbermedaillen mit stilisierten Olympischen Ringen | Braundes Symbol für Bronzemedaillen mit stilisierten Olympischen Ringen |
| ------------------------------------------------------------------- | --------------------------------------------------------------------- | ----------------------------------------------------------------------- |
| —                                                                   | —                                                                     | —                                                                       |

Puerto Rico nahm an den Olympischen Jugend-Winterspielen 2024 in der südkoreanischen Provinz Gangwon mit einer Athletin teil. Es war die erste Teilnahme des Landes an Olympische Jugend-Winterspielen.

## Teilnehmer nach Sportarten

### Rennrodeln
| Athleten       | Wettbewerb | Lauf 1   | Lauf 1 | Lauf 2   | Lauf 2 | Gesamt       | Gesamt |
| Athleten       | Wettbewerb | Zeit     | Rang   | Zeit     | Rang   | Zeit         | Rang   |
| -------------- | ---------- | -------- | ------ | -------- | ------ | ------------ | ------ |
| Frauen         |            |          |        |          |        |              |        |
| Isabela Aponte | Einsitzer  | 53,328 s | 31     | 51,854 s | 29     | 1:45,182 min | 30     |